# Wspólnota administracyjna Wittislingen
Wspólnota administracyjna Wittislingen – wspólnota administracyjna (niem. Verwaltungsgemeinschaft) w Niemczech, w kraju związkowym Bawaria, w rejencji Szwabia, w regionie Augsburg, w powiecie Dillingen an der Donau. Siedziba wspólnoty znajduje się w miejscowości Wittislingen.
Wspólnota administracyjna zrzesza jedną gminę targową (Markt) oraz dwie gminy wiejskie (Gemeinde): 
- Mödingen, 1 311 mieszkańców, 23,02 km²
- Wittislingen, gmina targowa 2 292 mieszkańców, 17,41 km²
- Ziertheim, 1 007 mieszkańców, 20,83 km²